# 象牙塔
象牙塔 （英語︰Ivory tower），是來自法語 la tour d'ivoire 的翻译，原意是指一個隱喻的地方或一種神秘的氛圍，與世界其他地方隔絕，有利於追求他們自己精神上的需求和深奧的思想。而自19世紀開始，該詞被用來表示「脫離現實生活的理論」及距離平常人遙遠的高級知識份子生活圈或社交圈，使得平常人只得遠處仰望卻難以接近他們宛若高聳華美象牙塔圍起的生活圈圈，其意涵來自象牙稀珍貴麗的意象。該術語在當代多數用來自學術界及大學，表示他們與平民脫節。
雖然象牙塔一詞常被用以形容學術界與常人生活脫節的意象；然而這不代表學術界人士就確實比較高尚。學術界一樣有內鬥、學術腐敗和利益衝突等問題。

## 字源

### 宗教經典
Ivory Tower 一詞是根据《舊約·雅歌》第7章第4节，睿智富有的以色列王所罗门曾作诗歌1005首，其中《雅歌》都是爱情之歌。在第五首歌中，新郎是这样赞美新娘的：“⋯⋯你的颈项如象牙台，你的眼目是希实本城那些伴於巴特拉併门旁的水池。⋯⋯”（希伯来语：……צַוָּארֵךְ כְּמִגְדַּל הַשֵּׁן עֵינַיִךְ בְּרֵכוֹת בְּחֶשְׁבּוֹן עַל שַׁעַר בַּת רַבִּים אַפֵּךְ כְּמִגְדַּל הַלְּבָנוֹן צוֹפֶה פְּנֵי דַמָּשֶׂק.……发音：/tsa.vaˈʁeχ kə.miɡˈdal ha.ˈʃen eɪˈna.jɪχ bə.ˈʁe.xot bə.ˈχeʃ.vo.n al ˈʃa.ʕar bat ra.ˈbim a.feχ kə.miɡˈdal hal.ˈve.no.n ˈtso.fe pə.ˈneɪ da.ˈma.ʃek/）很顯然这里的“象牙台(塔)”只是用来描述新娘美丽的颈项。

### 文化界
这原是法國十九世紀文藝批評家沙尔-奥古斯丁·圣伯夫（Sainte-Beuve,Charles Augustin，1804-1869）批評同時代消極浪漫主義詩人阿爾弗雷·德·維尼（Vigny,Alfred Victor，1797-1863）的話。本意爲忽視現實社會醜惡悲慘之生活，而自隱於其理想中美滿之境地以從事創作的。後用以比喩脫離現實生活的文藝家的小天地（學者的現實社會，大學的研究室等），而在中国大陆通常指代大学。